# イギリス領西フロリダ

西フロリダ植民地
Colony of West Florida (英語)

イギリス領西フロリダ（1767年）

イギリス領西フロリダ（イギリスりょうにしフロリダ、英語: Colony of West Florida）は、1763年から1783年にヴェルサイユ条約でスペインに譲渡されるまでの20年間存在した、イギリスの植民地である。
イギリス領西フロリダは、現在のアメリカ合衆国のルイジアナ州、ミシシッピ州、アラバマ州およびフロリダ州の一部となっている。1781年にスペインがペンサコーラを占領したため、事実上イギリスの支配は終了した。その後この領土はスペインの植民地となり、1810年以後、徐々にアメリカに併合されていった。

## 設立
七年戦争中の1762年、イギリスの遠征隊がハバナの戦いでキューバの首都ハバナを占領した。この価値のある都市の返還を確実にするため、スペインは1763年のパリ条約で戦勝国であるイギリスにフロリダを譲渡することに同意した。また、フランスはニューオリンズ市を除くミシシッピ川以東の領土を含むヌーベル・フランスの大部分をイギリスに割譲した。
イギリスは、この北アメリカ大陸の南部地域を2つの植民地に分割した。セントオーガスティンを首都とする東フロリダとペンサコーラを首都とする西フロリダである。フロリダのスペイン系住民の多くはキューバに避難し、13植民地からの移住者を含む新しいイギリス人入植者がやってきた。
フランスは別の条約によってミシシッピ以西のルイジアナをスペインに割譲し、その土地はスペイン領ルイジアナとなり、首都はニューオリンズに置かれた。

## イギリスの支配

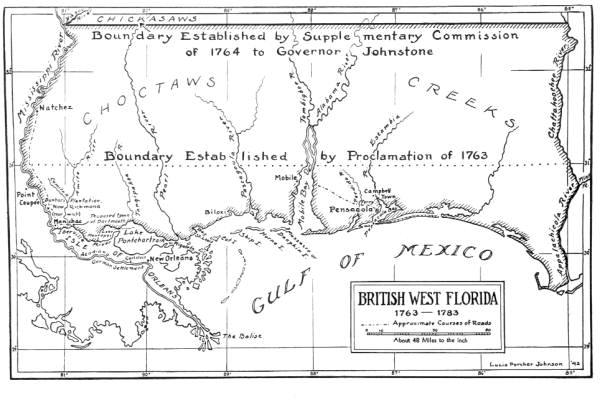
イギリスは、スペイン領フロリダの一部と、フランス領ルイジアナから受け取った領土から西フロリダを形成した。

1763年、イギリス軍が到着してペンサコーラを占領した。ジョージ・ジョンストンが初代総督に任命され、1764年には植民地議会が設立された。植民地の構造は、ケベック州とは異なり、既存のイギリス領アメリカをモデルにしていた。東フロリダがほとんど発展せず人口も増えなかったのとは対照的に、西フロリダはイギリスによる占領後の数年間で好景気となり、その好条件に乗じて何千人もの新たな入国者がやってきた。
西フロリダは、イギリス議会に対する植民地の不満をジョージ3世に訴えるために招集された第1回大陸会議に代表を送るよう招待されたが、東フロリダを含む他のいくつかの植民地とともにこの招待を断った。アメリカ独立戦争が勃発すると、植民地の人々は圧倒的にイギリス国王に忠実であった。1778年、ウィリング遠征隊は小隊を率いてミシシッピ川を下り、領地や農園を略奪したが、最終的には地元の民兵に敗れた。この後、この地域にイギリス軍の援軍が少数到着した。

### 政府
西フロリダを設立した勅令は、植民地の機能の仕方を示す憲法に近い役割を果たした。北アメリカの他のイギリス植民地と同様、植民地は任命された総督が現地で統治することになっていた。総督は、同様に任命された副知事と12名の諮問委員によって補佐された。
諮問委員会は州議会の上院として機能し、一方では庶民院は選挙で選ばれた14人の議員からなる下院として機能していた。しかし州議会には自治権がなかったため、その実際の影響力はかなり限定的だった。また州議会は、総督に召集されたときのみ開催することができた。制定された法案は、法律として成立するには総督の署名が必要であり、イギリス君主が唯一の権限を持つ分野の法律は制定することができなかった。西フロリダの裁判長、州長官および司法長官は議会によって任命された。

### 人口統計
西部開拓の境界線を設定した1763年宣言とともに、イギリスはフロリダとケベック両州の設立によって開拓のラインからの圧力が軽減することを望んだ。フロリダ撤退の際、スペイン人の多くはペンサコーラとその周辺を去ったが、モービル周辺に住んでいたフランス人の多くは留まることを決めた。
イギリス政府や州政府は、イギリス人以外の移民を西フロリダに住まわせるよう努めた。その最大の例は、モンフォール・ブラウン副総督と植民地の通商委員会によって連れてこられたフランス人ユグノーにより、キャンベルタウンという町が作られたことである。キャンベルタウンは、最終的に放棄されるまで何度も議会や総督の援助を要求することになった。アケイディアンは植民地に定住するよう奨励され、またドイツ人の一団はモービル西部の海岸に定住するようになり、一時はイギリス帝国政府がドイツのパラティーノに植民地への移民を奨励しようとしたこともあった。イギリス領西フロリダには奴隷制度や奴隷貿易が存在したが、それが大規模になることはなく、奴隷制度は小規模なものにとどまる可能性が高かった。地方政府や帝国政府は、農園を基盤とした階級ではなく、小作人や職人からなる階級の育成を図った。

## スペインによる征服

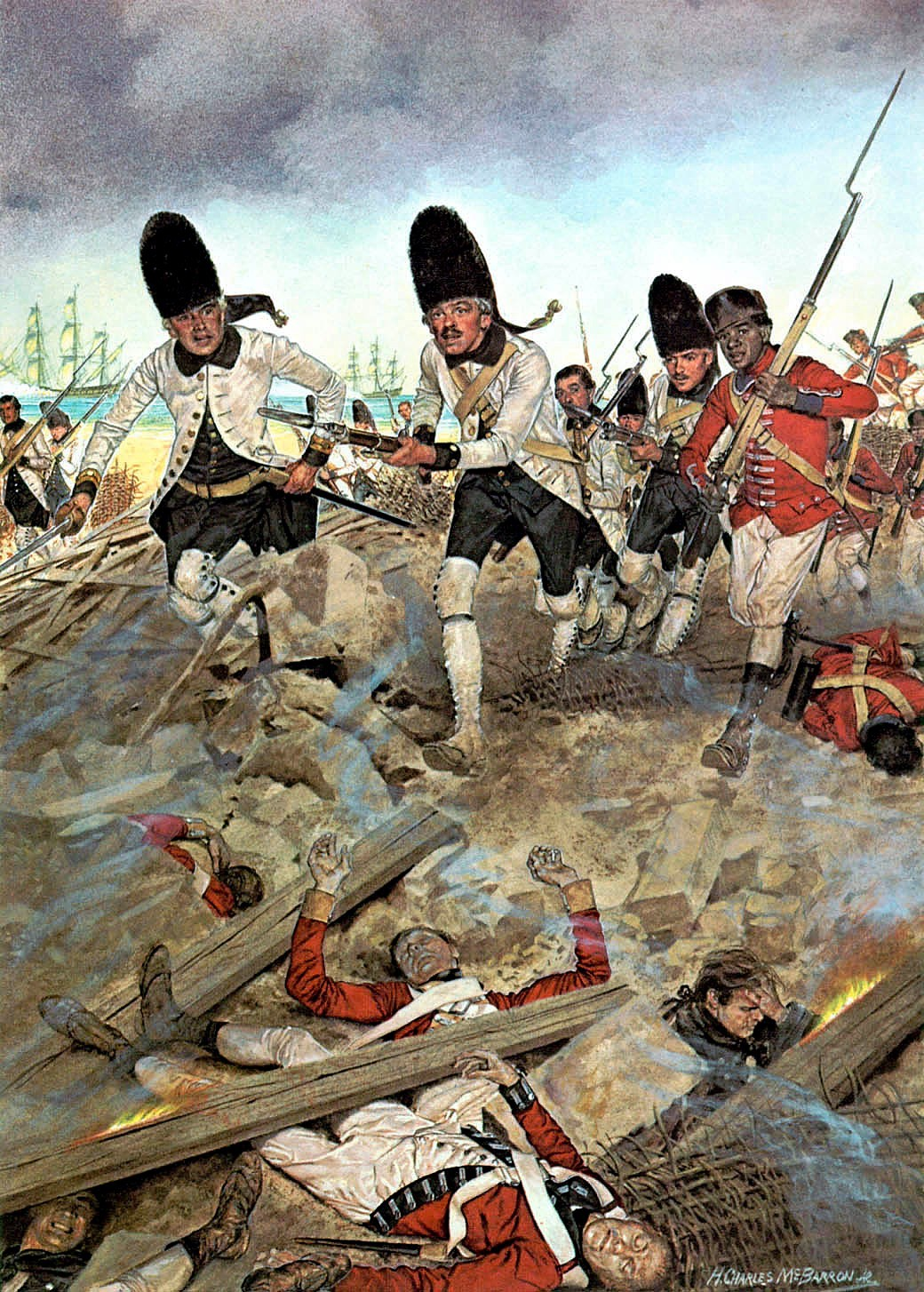
ペンサコーラを襲撃するスペイン軍（1781年）

アランフェス条約により、スペインはフランス側としてアメリカ独立戦争に参戦したが、13植民地側では参戦しなかった。ベルナルド・デ・ガルベス率いるスペイン軍は前進し、バトンルージュとモービルを占領した。1781年、スペインはペンサコーラとその守備隊を占領した。1783年のヴェルサイユ条約で、イギリスは西フロリダと東フロリダをスペインに返還した。
1783年にスペインが西フロリダを獲得したとき、東側のイギリスとの境界はアパラチコーラ川だったが、1785年にスペインは境界を東のスワニー川まで移動させた。その目的は、サンマルコス地区とアパラチー地区を東フロリダから西フロリダに移すことであった。